# Stephen de Vere
Stephen Edward De Vere, 4e baronnet (26 juillet 1812 - 10 novembre 1904) est un député anglo-irlandais du XIXe siècle.

## Biographie
Il est le deuxième fils d'Aubrey de Vere (2e baronnet) (en) et Mary Spring Rice, et frère aîné du poète Aubrey Thomas de Vere. Il a trois sœurs, bien qu'une seule, Elinor, ait survécu jusqu'à l'âge adulte. Les autres frères et sœurs de De Vere sont Horatio, William et Vere Edmond.
En 1847, il prend place dans l'un des tristement célèbres « navires cercueils » qui transportent des émigrants irlandais fuyant la Grande Famine vers l'Amérique du Nord britannique et les États-Unis, voulant constater par lui-même les conditions épouvantables qui mènent à la mort de tant de ces passagers. Il compose un rapport sévère sur son voyage maintenant conservé dans les papiers Elgin-Grey. Lorsque le secrétaire aux colonies le Comte Grey lit ce rapport, il le transmet à Lord Elgin, gouverneur général du Haut-Canada et du Bas-Canada dans l'espoir que ces conditions inhumaines pourraient être améliorées. La loi sur les passagers de 1847 rend les « navires cercueils » illégaux, bien que beaucoup soient encore exploités,.
De Vere devient catholique romain en 1847 et défend la recréation de la hiérarchie catholique anglaise en 1851. Il est député du parti Whig pour le comté de Limerick de 1854 à 1859 et est nommé haut shérif du comté de Limerick en 1870.
Stephen Edward devient 4e baronnet de Curragh en 1880 lorsque son frère aîné, Vere Edmond, 3e baronnet, meurt sans héritier mâle. Le domaine de la famille Hunt/de Vere pendant 300 ans (1657-1957), notamment la période de la baronnie de Curragh, est l'actuel parc forestier de Curraghchase, dans le comté de Limerick. Avant de devenir le 4e baronnet, Stephen construit une maison plus petite dans les années 1850 sur l'île Foynes dans la rivière Shannon, adjacente à la ville portuaire de Foynes, à moins de 20 km (12,42742384 mi) de Curraghchase. Il y écrit des poèmes, des pamphlets politiques et traduit plusieurs éditions des œuvres d'Horace, considérées par certains comme la meilleure traduction anglaise des vers d'Horace .
Il fait construire une église gothique à Foynes, et est enterré à côté. À sa mort en 1904, le titre de baronnet s'éteint. Il ne s'est jamais marié et sa succession, ainsi que celle de son frère célibataire Aubrey, est allée à leur neveu Aubrey Vere O'Brien, tandis que la ferme de l'île Foynes est allée à leur autre neveu, Robert Vere O'Brien.